# Jurinea hamulosa
Jurinea hamulosa là một loài thực vật có hoa trong họ Cúc. Loài này được N.I.Rubtzov mô tả khoa học đầu tiên năm 1940.